# A Killer Romance
A Killer Romance (Originaltitel: Hit Man) ist eine US-amerikanische Action-Komödie von Richard Linklater. Das Drehbuch, das der Regisseur gemeinsam mit seinem Hauptdarsteller Glen Powell schrieb, basiert auf einem in Texas Monthly erschienenen Artikel von Skip Hollandsworth über einen der gefragtesten Profikiller in Houston, der in Wirklichkeit für die Polizei arbeitete. Die Premiere des Films erfolgte Anfang September 2023 bei den Internationalen Filmfestspielen in Venedig. Der deutsche Kinostart war am 4. Juli 2024. Der Kinostart in der Schweiz erfolgte am 15. August 2024.

## Handlung
Gary Johnson ist frisch geschieden und lebt allein mit seinen beiden Katzen Id und Ego in New Orleans. Er ist Philosophieprofessor und hält seinen Studenten Vorträge über Moraltheorien, nebenberuflich jedoch arbeitet er als Techniker für eine Abteilung der Strafverfolgungsbehörden, die sich darauf spezialisiert hat, geplante Auftragsmorde durch einen Undercover-Cop aufzudecken. Sobald der Mordauftrag unzweifelhaft erteilt und bezahlt wurde, werden diejenigen verhaftet, die den angeblichen Auftragskiller angeheuert haben. Als Jasper, der Mann, der normalerweise die Rolle des Auftragsmörders spielt, wegen Fehlverhaltens beurlaubt wird, bittet das New Orleans Police Department Gary, für ihn einzuspringen, weil er dem entlassenen Kollegen ein wenig ähnlich sieht.
Es gelingt Gary überraschend gut, die entstandene personelle Lücke zu füllen. Seinen „Kunden“ gegenüber gibt sich Gary als zuverlässiger Killer aus. Ausgestattet mit verschiedenen Pseudonymen und Hintergrundgeschichten und mit wachsender Freude für seine neue Aufgabe, beginnt er sich zu verkleiden, trägt wahlweise Bärte, Perücken und Hüte, schminkt sich Narben oder Tätowierungen auf den Körper, raucht Zigarre oder spricht mit einem russischen Akzent. Gary erweist sich als Naturtalent, seine gespielten Charaktere auf jeden einzelnen Kunden zuzuschneiden.
Zu diesen Kunden gehört die schöne Madison Masters, die unbedingt ihren tyrannischen Ehemann loswerden möchte. Anstatt Madison in die Falle laufen zu lassen, gibt ihr Gary den Rat, sich einfach von ihrem Mann zu trennen. Ausgesprochen unprofessionell beginnt Gary, der sich bei diesem Job Ron nennt, eine Affäre mit ihr. Als er sich plötzlich mitten in einem echten Verbrechen wiederfindet, führen alle Beweise zu ihm.

## Produktion

### Regie und zugrundeliegender Artikel

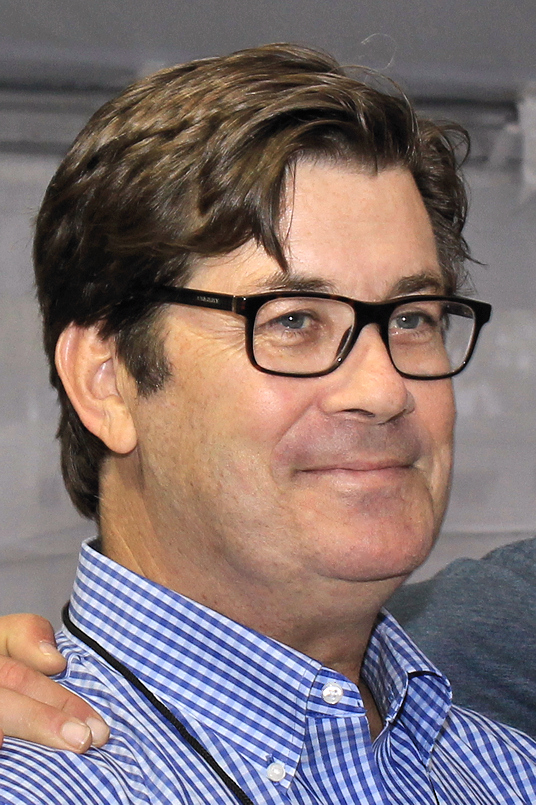
Autor und Journalist Skip Hollandsworth

Regie führte Richard Linklater, der als einer der wichtigsten Filmemacher des gegenwärtigen US-amerikanischen Independent-Films gilt. Der Film basiert auf dem Artikel Hit Man von Skip Hollandsworth, der im Oktober 2001 in Texas Monthly erschien. In dem Artikel erzählt er die Geschichte von Gary Johnson, dem gefragtesten Profikiller in Houston, der in nur zehn Jahren mehr als sechzig Menschen getötet haben soll, so zumindest sein Ruf. In Wirklichkeit arbeitete Johnson für die Polizei und sei der „Laurence Olivier“ in Strafverfolgungskreisen gewesen, einer der größten Schauspieler seiner Generation und so talentiert, dass er auf jeder Bühne hätte auftreten können, so Hollandsworth in dem Artikel. Besonders in den exklusiveren Vierteln der Stadt hätte er durch sein gepflegtes Auftreten einen eleganten, glaubwürdigen Auftragsmörder abgegeben. Umgekehrt habe er bei Treffen mit Klienten in einem Arbeiterviertel den Jungen vom Land mimen können. Einige seiner Kunden habe er glauben lassen, dass er Verbindungen zur Mafia hätte; anderen gegenüber habe er angedeutet, ein ehemaliger Scharfschütze zu sein. Die Methoden, die Johnson als Lockvogel anwendete, gelten als nicht unproblematisch.
Johnson war bei seinen Einsätzen für die Polizei an über 70 Verhaftungen beteiligt, diente, obwohl er Buddhist war, im Vietnamkrieg und starb im Jahr 2022. Die Gründe für seinen Tod sind nicht bekannt. Linklater widmete ihm den Film. Er habe vor seinem Tod zwar noch mit Johnson telefoniert, zu einem persönlichen Treffen sei es aber nicht mehr gekommen, so der Regisseur.

### Drehbuch, Besetzung und Dreharbeiten
Hollandsworths Artikel wurde von dem Regisseur gemeinsam mit Glen Powell in das Drehbuch eingearbeitet. Bereits Linklaters Film Bernie von 2011 mit Jack Black als Hausmeister, der zum Mörder wird, basierte auf einem Artikel von Hollandsworth. Die Fälle, an denen Gary Johnson in Hit Man arbeitet, sind größtenteils aus dem Artikel übernommen. Linklater und Powell verlegten den Schauplatz allerdings von Houston nach New Orleans. Powell ist auch einer der Produzenten von Hit Man und spielt in der Titelrolle den eigentlich als Philosophieprofessor tätigen Ermittler Gary Johnson. Er war auch in Linklaters letztem Film Apollo 10 ½: Eine Kindheit im Weltraumzeitalter in einer Hauptrolle zu sehen, in Hit Man jedoch erhielt Powell seine erste richtige Hauptrolle in einem Spielfilm.
Die Puerto-Ricanerin Adria Arjona spielt Garys neue Kundin Madison Masters, mit der er eine Affäre beginnt. Evan Holtzman ist in der Rolle ihres Ehemanns Ray zu sehen. Ritchie Montgomery spielt Marcus. Der aus der Fernsehserie The Walking Dead bekannte Schauspieler Austin Amelio spielt Jasper, den Polizisten, der suspendiert wurde und den Gary fortan vertritt. In weiteren Rollen sind die Schauspielerin Retta als Officer Claudette, Sanjay Rao als Officer Phil, Molly Bernard als Garys Exfrau und Jo-Ann Robinson als eine andere seiner Klientinnen zu sehen.
Die Dreharbeiten fanden im Herbst 2022 in New Orleans statt. Mit Kameramann Shane F. Kelly arbeitete Linklater bereits für die meisten seiner bisherigen Filme zusammen, ebenso mit der Filmeditorin Sandra Adair.

### Synchronisation
Die deutsche Synchronisation entstand nach einem Dialogbuch und der Dialogregie von Martin Halm im Auftrag der Neue Tonfilm München Film- und Synchronproduktion GmbH.

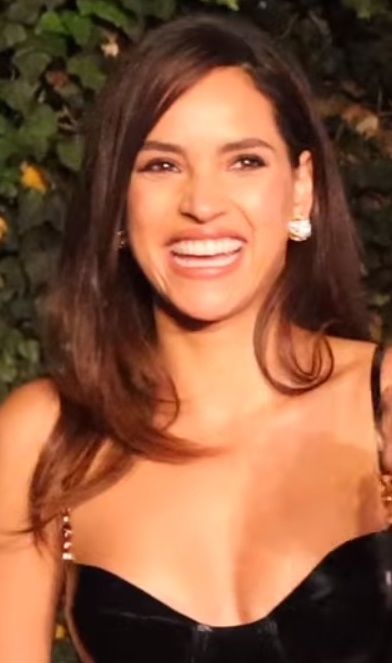
Adria Arjona spielt Maddy

| Darsteller          | Synchronsprecher    | Rolle                            |
| ------------------- | ------------------- | -------------------------------- |
| Glen Powell         | Benedikt Weber      | Gary Johnson / Ron               |
| Adria Arjona        | Laura Maire         | Madison Figueroa 'Maddy' Masters |
| Molly Bernard       | Jacqueline Belle    | Alicia                           |
| John Raley          | Andreas Borcherding | Anwalt                           |
| Kim Baptiste        | Angela Wiederhut    | Anwältin                         |
| Mike Markoff        | Tim Schwarzmaier    | Craig                            |
| Austin Amelio       | Christopher Kussin  | Jasper                           |
| Richard Robichaux   | Tobias Lelle        | Joe                              |
| Jo Ann Robinson     | Susanne von Medvey  | Klientin                         |
| Ritchie Montgomery  | Alexander Pelz      | Marcus                           |
| Stephanie Hong      | Johanna Neumann     | Mindy                            |
| Retta               | Peggy Sander        | Officer Claudette                |
| Sanjay Rao          | Florian Halm        | Officer Phil                     |
| Roxy Rivera         | Melanie Manstein    | PTA Mom                          |
| Evan Holtzman       | Andreas Thiele      | Ray Masters                      |
| Jordan Salloum      | Lenny Peteanu       | Rays Freund                      |
| Kate Adair          | Angela Wiederhut    | Rita                             |
| Gralen Bryant Banks | Thomas Rauscher     | Sergeant Henry 'Hank' Broussard  |
| Morgana Shaw        | Ulla Wagener        | Tammy                            |
| Bri Myles           | Stefanie Dischinger | Tänzerin                         |
| Bryant Carroll      | Patrick Zwingmann   | Walt                             |

### Filmmusik, Marketing und Veröffentlichung
Die Filmmusik komponierte Graham Reynolds, mit dem Linklater seit A Scanner Darkly für mehrere seiner Filme zusammenarbeitete. Das Soundtrack-Album mit insgesamt 12 Musikstücken wurde am 31. Mai 2024 von Netflix Music als Download veröffentlicht.
Die Weltpremiere fand am 5. September 2023 bei den Internationalen Filmfestspielen in Venedig statt. Ebenfalls im September 2023 wurde Hit Man beim Toronto International Film Festival gezeigt und danach beim New York Film Festival. Im Oktober 2023 wurde Hit Man beim Filmfest Hamburg und beim London Film Festival vorgestellt. Mitte November 2023 wurde er beim Internationalen Filmfestival Mannheim-Heidelberg gezeigt. Im Januar 2024 wurde er beim Sundance Film Festival in der Sektion Spotlight vorgestellt. Zu dieser Zeit wurde auch der erste Trailer vorgestellt. Die Rechte am Film sicherte sich Netflix. Der Streamingdienst zeigte den Film in seinem Programm ab 7. Juni 2024 in ausgewählten Ländern. Der Kinostart in Deutschland war am 4. Juli 2024. Am 15. August 2024 soll er in die Schweizer Kinos kommen. Ende Oktober, Anfang November 2024 sind Vorstellungen beim Savannah Film Festival geplant.

## Rezeption

### Altersfreigabe
In den USA erhielt der Film von der MPAA ein R-Rating, was einer Freigabe ab 17 Jahren entspricht. In Deutschland wurde der Film von der FSK bereits ab 12 Jahren freigegeben. In der Freigabebegründung heißt es, der Film habe eine weitgehend humorvolle Grundatmosphäre und stelle sympathische Figuren in den Mittelpunkt. Einzelne Sexszenen seien sehr zurückhaltend bebildert. Zuschauende ab 12 Jahren seien aufgrund ihres Entwicklungsstands in der Lage, das moralisch zunehmend fragwürdige Verhalten der Hauptfiguren angemessen kritisch zu hinterfragen, insbesondere eine Mordtat gegen Ende des Films, die abschreckend und in keiner Weise positiv dargestellt werde.

### Kritiken und Einspielergebnis
Von den bei Rotten Tomatoes aufgeführten Kritiken sind 95 Prozent positiv bei einer durchschnittlichen Bewertung mit 8,0 von 10 möglichen Punkten, womit er aus den 25. Annual Golden Tomato Awards als Erstplatzierter unter den Streaming-Filmen und auch den Filmkomödien des Jahres 2024 hervorging. Auf Metacritic erhielt der Film einen Metascore von 82 von 100 möglichen Punkten.
Immer wieder wurde dabei bemerkt, Glen Powell stelle mit seiner charismatischen Art und seiner Lust und Fähigkeit, sich in seiner Rolle wie ein Chamäleon in ganz unterschiedliche Charaktere zu verwandeln, seine bisher ungeahnten schauspielerischen Fähigkeiten unter Beweis. Er sei perfekt für die Rolle von Gary Johnson besetzt, und ihn in dieser zu sehen, die es ihm ermöglicht, gleichermaßen nerdig, sexy und lustig, immer aber fast unerträglich charmant zu sein, mache sehr viel Spaß. Zudem verfüge Powell über ein entwaffnendes komödiantisches Timing. Ganz allgemein sei Hit Man sehr sexy.
Fionnuala Halligan schreibt in ihrer Kritik bei screendaily.com, Richard Linklater habe diesen verdrehten Film mit der gleichen Unbekümmertheit und dem Selbstvertrauen gedreht, wie sie Powell in seiner Rolle als Auftragsmörder „Ron“ an den Tag legt. Die film-noir-hafte Komödie sei sexy und clever und verfüge über einen zurückhaltenden Humor, der immer wieder ins Schwarze trifft.
Christoph Petersen von Filmstarts schreibt, Linklater habe die eigentliche Geschichte von Gary Johnson zu einer regelrechten Räuberpistole voller augenzwinkernd-makabrer Twists weitergesponnen und so eine der unterhaltsamsten Komödien des Jahres geschaffen. Er habe mit Hit Man eine durch und durch klassische Hollywood-Verwechslungskomödie mit Screwball-, Noir- und Krimi-Elementen abgeliefert, überraschend, clever und schlichtweg unglaublich unterhaltsam, und neben den starken Performances sei der Film einfach so verdammt gut gemacht. So habe Hit Man das Zeug, seinen wandlungsfähigen Hauptdarsteller Glen Powell zum Star zu machen.
In Deutschland verzeichnet der Film 120.852 Kinobesucher.

### Auszeichnungen
Artios Awards 2025
- Nominierung für das Beste Casting in einer Studio- oder Independent-Komödie[38]

Astra Film Awards 2024
- Nominierung für das Beste adaptierte Drehbuch (Glen Powell und Richard Linklater)
- Nominierung als Bester Schauspieler (Glen Powell)[39]

Columbus Film Critics Association Awards 2024
- Nominierung als Beste Filmkomödie für den Frank Gabrenya Award[40]

Critics’ Choice Movie Awards 2025
- Nominierung als Beste Komödie[41]

Golden Globe Awards 2025
- Nominierung als Bester Hauptdarsteller – Komödie/Musical (Glen Powell)

Satellite Awards 2025
- Nominierung als Beste Komödie/Musical
- Nominierung als Bester Hauptdarsteller – Komödie/Musical (Glen Powell)[42]

Savannah Film Festival 2024
- Auszeichnung mit dem Lifetime Achievement in Screenwriting Award (Richard Linklater)[43]

Writers Guild of America Awards 2025
- Nominierung für das Beste adaptierte Drehbuch (Richard Linklater und Glen Powell)[44]